# Alphonse Dugenne
 (janvier 2017).
Si vous disposez d'ouvrages ou d'articles de référence ou si vous connaissez des sites web de qualité traitant du thème abordé ici, merci de compléter l'article en donnant les références utiles à sa vérifiabilité et en les liant à la section « Notes et références ».
Alphonse Dugenne, né le 10 février 1841 à Pau et mort le 20 février 1887 au Tonkin, est un colonel de l'armée française.
Il est connu pour avoir été à la tête d'un bataillon lors de l'embuscade de Bac Le au cours de l'expédition du Tonkin. Il obtient les décorations d'officier et chevalier de la Légion d'honneur.

## Biographie
Alphonse-Jules-Alexandre Dugenne est né le 10 février 1841, dans le département des Basses-Pyrénées, fils d'Alexandre-Louis Dugenne, le rédacteur du Mémorial des Pyrénées, et arrière-petit-fils d'Elie-François Dugenne.
Il entre à l'École spéciale militaire de Saint-Cyr en 1859 et commence une carrière militaire.
Successivement nommé caporal en octobre 1860, sous-lieutenant en octobre 1861 au 2e Régiment Étranger, lieutenant en octobre 1866, il passe au 10 avril 1867 au 81e Régiment d'Infanterie de Ligne. Capitaine en mars 1870, il sert à partir du 20 novembre 1870 au 52e Régiment d'Infanterie de Marche et devient le 18 décembre chef de bataillon hors cadre. Garde mobile de la Haute-Loire, il passe le 13 avril 1871 au 21e Régiment Provisoire et est mis en non activité par suppression d'emploi le 29 mai 1871. Nommé le 30 novembre 1871 capitaine, il sert à partir du 23 avril 1872 au 64e Régiment d'Infanterie de Ligne puis à partir du 17 février 1873 en régiment étranger. Chef de bataillon (28 novembre 1878) au 19e Régiment d'Infanterie, il passe le 14 juin 1879 au 2e Régiment de Zouaves et est nommé le 22 août 1882 chef de bataillon du 1er Bataillon de Chasseurs à Pied.
Nommé le 22 mai 1884 au 2e Bataillon d'Infanterie Légère d'Afrique, Dugenne arrive au Tonkin en 1884, à la tête du 2e bataillon d'infanterie légère d'Afrique. Au début de juin, il fait éprouver des pertes sanglantes aux bandes de pirates autour du Dong Trien. Il reçoit quatre blessures à Hong-Hoa. Il devient le 29 mars 1885 lieutenant-colonel au 107e Régiment d'Infanterie puis le 6 février 1886 au 11e Régiment d'Infanterie et le 10 février 1886 au 51e Régiment d'Infanterie. Le 10 février 1886, il sert au 11e Régiment d'Infanterie puis le 1er juillet 1887 est nommé colonel au 17e Régiment d'Infanterie puis au 88e Régiment d'Infanterie.
Il meurt en colonne, de la rupture d'un anévrisme, à quelques kilomètres au nord de Tin-Dao sur le territoire de Monkay le 20 décembre 1887. Il est enterré à Phu Lang Thuong.

### Embuscade de Bac-Lé en juin 1884

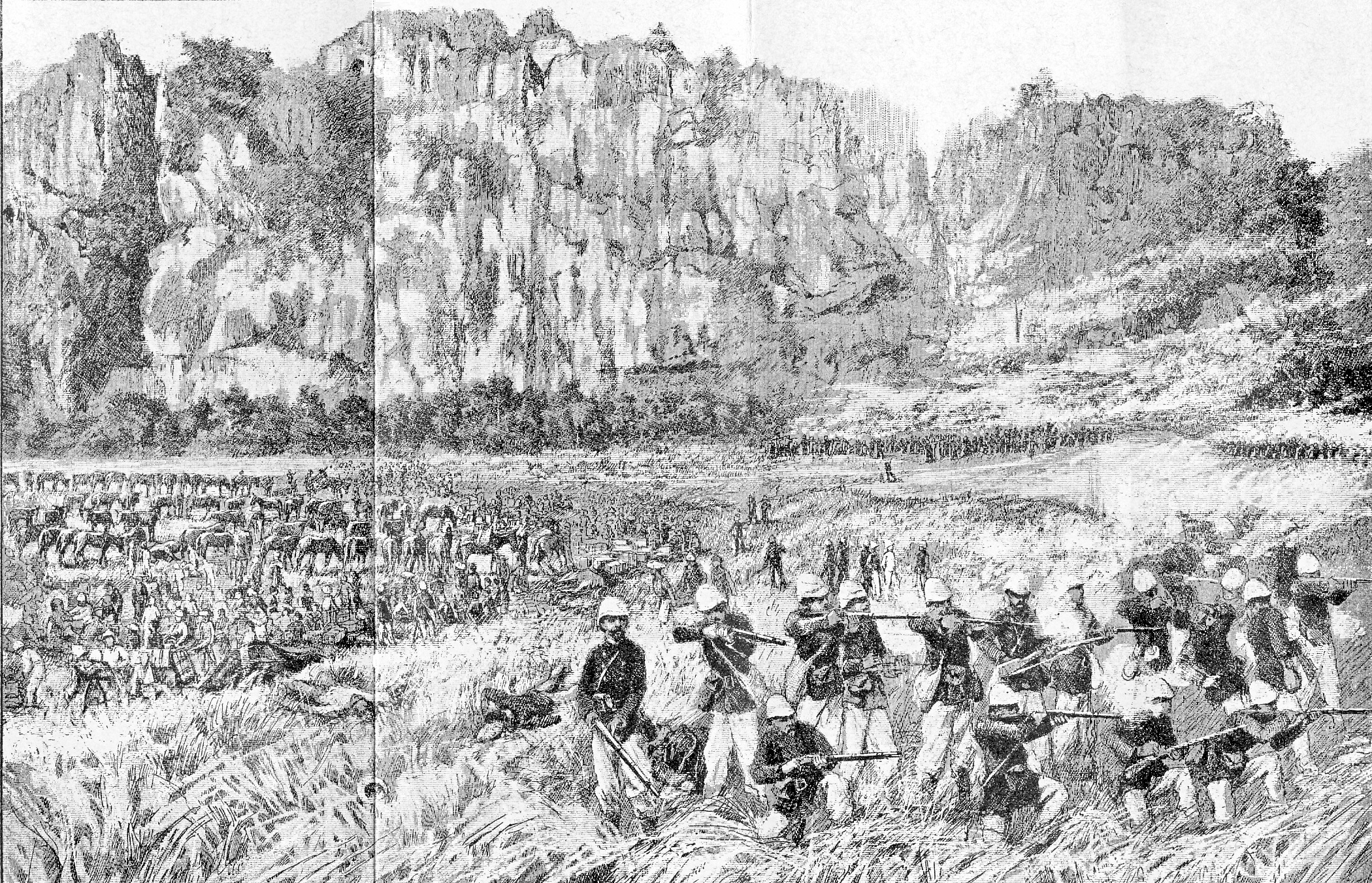
Embuscade de Bac Lé.

Le bras en écharpe, le 23 juin, à la tête d'une colonne de 800 hommes de troupes européennes, Dugenne se dirige sur Langson qu'il a ordre d'occuper d'après la Convention de Tien-tsin du 3 juin 1884.
Il trouve à Bac Lé plusieurs milliers de Chinois qui s'opposent à son passage. Leur chef adresse un parlementaire porteur d'une lettre annonçant que n'ayant pas d'ordre, il demande que le commandant de la colonne française lui en fasse donner par Pékin.
« Dugenne, caractère énergique, très emporté, grand, maigre, sanguin et bilieux, inapte à la moindre diplomatie, mais capable de tout briser au risque de se briser lui-même, répond qu'il a ordre de se rendre à Langson et que, dans trois heures, il poursuivra sa route ».
À l'heure dite, il traverse le Song Thuong. Il est reçu sur la rive opposée par une grêle de balles chinoises. Obligé de battre en retraite, il appelle le capitaine Maillard : « Tu vas, avec tes hommes, te tenir à l'arrière-garde. Tu ne me rejoindras que dans deux heures. » À 4 heures, Maillard rejoignit le gros qui avait repassé le fleuve et campait sur la rive droite, ramenant un tiers de ses hommes. Ce fut le combat de Hoa-Hoc.
La nuit venue, sur une table improvisée, à la clarté d'une lanterne, sous une grêle de balles chinoises, Dugenne rédige une dépêche au général en chef ; la dépêche terminée et le repas pris, le colonel prend la lanterne et la pose sous son siège en disant : « Il y a assez longtemps, brigands, que vous tirez à la tête, tirez donc au maintenant. »
Ce fut le lieutenant d'infanterie de marine Bailly, chargé de la télégraphie optique, qui fut chargé d'essayer, d'une colline de la rive gauche, de prévenir Hanoï de la situation de la colonne. Mais la lumière a attiré l'attention des Chinois qui font pleuvoir une grêle de balles sur la colline. Mais des feux de salve leur font croire qu'elle est occupée par des forces importantes ; ils n'attaquent point, ce qui permit aux audacieux volontaires de regagner sains et saufs le gros de la colonne, laquelle put continuer sa retraite sans trop être inquiétée. Elle arriva à Cau-son le 30 juin.

### Les dernières années 1885-1887
Rappelé en France en septembre. Il est envoyé à Formose au commencement de 1885 et revint au Tonkin.
Nommé colonel en juillet 1887, il commandait le régiment de marche de la Légion étrangère et le cercle de la 11e région militaire. Il rentra en France en mai 1887, passant son commandement au commandant Diguet.
Revenu au Tonkin après un court séjour en France, il mourut lors d'une colonne d'opérations entre le Song Thuong et le Song Cau contre le caï Kinh le 20 décembre 1887.
Son nom dans la région était redoutable aux bandes d'irréguliers chinois et de rebelles annamites.

## Distinctions
- Médaille commémorative de l'expédition du Mexique (1862)
- Médaille commémorative de l'expédition du Tonkin
- Officier de la Légion d'honneur (1885). Il est fait officier par le général François de Négrier le 19 mars 1886.